# Коммунаровский сельсовет (Ставропольский край)
Коммунаровский сельсовет — упразднённое сельское поселение в Красногвардейском районе Ставропольского края Российской Федерации.
Административный центр — посёлок Коммунар.

## История
Статус и границы сельского поселения установлены Законом Ставропольского края от 4 октября 2004 год № 88-кз «О наделении муниципальных образований Ставропольского края статусом городского, сельского поселения, городского округа, муниципального района».
С 16 марта 2020 года, в соответствии с Законом Ставропольского края от 31 января 2020 г. № 8-кз все муниципальные образования Красногвардейского муниципального района были преобразованы путём их объединения в единое муниципальное образование Красногвардейский муниципальный округ.

## Население
| 1989  | 2002  | 2010  | 2011  | 2012  | 2013  | 2014  |
| ----- | ----- | ----- | ----- | ----- | ----- | ----- |
| 1849  | ↘1636 | ↘1591 | ↘1586 | ↘1550 | ↘1522 | ↘1502 |
| 2015  | 2016  | 2017  | 2018  | 2019  | 2020  |       |
| ↗1504 | ↘1471 | ↘1462 | ↗1471 | ↘1464 | ↘1439 |       |

### Национальный состав
По итогам переписи населения 2010 года проживали следующие национальности (национальности менее 1 %, см. в сноске к строке «Другие»):
| Национальность | Численность | Процент |
| -------------- | ----------- | ------- |
| Русские        | 1476        | 92,77   |
| Цыгане         | 40          | 2,51    |
| Армяне         | 17          | 1,07    |
| Украинцы       | 16          | 1,01    |
| Другие         | 42          | 2,64    |
| Итого          | 1591        | 100,00  |

## Состав сельского поселения
| № | Населённый пункт | Тип населённого пункта          | Население |
| - | ---------------- | ------------------------------- | --------- |
| 1 | Зеркальный       | посёлок                         | ↘100      |
| 2 | Коммунар         | посёлок, административный центр | ↘1112     |